# Aulodrilus pigueti
Aulodrilus pigueti är en ringmaskart som beskrevs av Kowalewski 1914. Aulodrilus pigueti ingår i släktet Aulodrilus och familjen glattmaskar. Arten är reproducerande i Sverige. Inga underarter finns listade i Catalogue of Life.